# Principio de los subsistemas de conjugados por V. Geodakian
El principio de subsistemas conjugados establece que: Separación de adaptación, sistemas de seguimiento que se desarrollan en un entorno cambiante, a la par con el subsistema conservadora y especialización operativa aumenta su resistencia.
El principio fue formulado subsistemas acoplados Vigen A. Geodakian (del ruso: Геодакян, Виген Артаваздович) en 1965. Sobre la base de la teoría evolutiva establecida de sexo (en 1965), los cromosomas sexuales (en 1965), la asimetría funcional del cerebro (en 1986), en las manos (1997), y la asimetría lateral (en 1993), El principio de subsistemas conjugados se utilizó para el análisis sistémico de los problemas de la biología, sociología, administración, y la cultura.
M. D. Golubovski tomó nota de la correspondencia de la estructura del genoma de los eucariotas principales subsistemas acoplados.

## Evolución síncrono y asíncrono
Sistemas adaptativos evolucionan en respuesta a los cambios ambientales. La idea de la evolución implica dos aspectos principales alternativas: la conservación y el cambio. Para una mejor aplicación, sólo el primer sistema de ahorro de los aspectos a ser rentable y sostenible, estable, inmutable, que es posible ser "además" (no en el sentido geométrico, sino en la información) de dañar los factores ambientales. 
Sin embargo, estos mismos factores llevan al mismo tiempo información útil acerca de la dirección de los cambios en el medio ambiente. Y si el sistema tiene que adaptarse a ellos, varían de acuerdo a los cambios en el medio ambiente (segundo aspecto), debe ser sensible, lábil y cambiante, es decir, en lo posible, ser "más cerca" (en el sentido de la información) a factores ambientales nocivos. Por consiguiente, hay una situación de conflicto cuando el sistema por una parte es necesario ser "lejos" del medio ambiente, y por el otro "más cercano".
Sistemas unitarios (asexual, simétrica) tienen que mantener una cierta "distancia" óptima del medio ambiente. Esto crea una situación de conflicto, ya que cuanto más el sistema te cambia, menos se conserva. La división en dos subsistemas acoplados alivia el conflicto y permite mejorar ambos aspectos al mismo tiempo. Uno de los subsistemas se posicionado "mucho" en el medio ambiente, y la otra-se movió "más cerca".
Inicialmente, cuando el sistema es uniforme, el flujo general de información fue desde el entorno del sistema: E → S. Después de la aparición de los subsistemas conectados el flujo de información se convierte en: el entorno → subsistema operativo → subsistema conservador (E → o → k). Esto significa que el nuevo subsistema es siempre operativo, y surge entre el subsistema de conservador y el medio ambiente. La evolución del sistema binario se produce de forma asíncrona: cambios en los subsistemas operativos anteriores y conservadores-más tarde.
La estructura de muchos sistemas de evolución en el sentido de la información es una combinación de un "núcleo estable" y "cáscara lábil". El flujo de información desde el medio ambiente de los cambios que se producen en su primera caída al subsistema fuera, operativa transformar no están expuestos a la selección, y luego selecciona parte de la información se transmite al subsistema interno, conservador.

## Los ejemplos de subsistemas acoplados binarios
En este concepto general es válido para la evolución , los sistemas adaptativos , con independencia de su naturaleza específica , juegos biológico , tecnológico o social. En todos los casos, cuando el sistema se ve obligado a seguir el " comportamiento del enemigo " (entorno) y de acuerdo con esta acumulación su " comportamiento", la diferenciación , la división de los servicios para conservador y operativa aumenta la estabilidad. Ejército identifica las unidades de reconocimiento y enviarlos en diferentes direcciones al encuentro del enemigo. El barco cuenta con una quilla (servicio conservador) y la rueda individual (on- line) , el avión aviones fija y alerones, estabilizadores y timones de cohetes.
| Los ejemplos de subsistemas acoplados binarios | Los ejemplos de subsistemas acoplados binarios | Los ejemplos de subsistemas acoplados binarios |
| Sistema                                        | Subsistemas                                    | Subsistemas                                    |
| Sistema                                        | Conservador                                    | Operacional                                    |
| ---------------------------------------------- | ---------------------------------------------- | ---------------------------------------------- |
| Nucleoproteína                                 | ADN (ARN)                                      | Proteína                                       |
| Gen (en el cuerpo)                             | Dominante (A)                                  | Recesivo (a)                                   |
| Gene (en una población)                        | Heterocigotos (Aa)                             | Homocigotos (AA, aa)                           |
| Genoma                                         | Autosomas                                      | Cromosomas Sexuales                            |
| Célula                                         | Núcleo                                         | Citoplasma                                     |
| Cerebro (abajo - arriba)                       | Subcortex                                      | Corteza cerebral                               |
| Cerebro (back - frente)                        | Lóbulo occipital                               | Lóbulo frontal                                 |
| Cerebro (derecha - izquierda)                  | El hemisferio derecho                          | El hemisferio izquierdo                        |
| El organismo (morfología)                      | Lado izquierdo                                 | Derecha                                        |
| El organismo (genética)                        | Los gametos                                    | Células somáticas                              |
| El organismo (fisiología)                      | Los estrógenos                                 | Los andrógenos                                 |
| El organismo                                   | Genotipo                                       | Fenotipo                                       |
| Población                                      | El sexo femenino                               | El sexo masculino                              |
| Sociedad                                       | Diestro                                        | Lefties                                        |
| Inteligencia                                   | Conocimiento                                   | La conciencia                                  |
| Etnónimo                                       | Acervo génico                                  | Cultura                                        |

### ADN — proteína
Teniendo en cuenta nucleoproteína como un sistema con los subsistemas de AND y proteína, se puede ver que el ADN más estable. En la mayoría relativa de proteínas lábiles a la temperatura de desnaturalización de ADN, se dice que una proteína es significativamente más bajo que el ADN. La estructura morfológica de la nucleoproteína del virus conocido y muestra que el ADN (o ARN en algunos virus) en ellos es el "núcleo", y proteínas "cáscara". Así que con el medio ambiente principalmente proteínas interactúan y el flujo de información debería ser una entorno ↔ proteína ↔ ADN. 

### Núcleo - citoplasma
En el nivel celular de la organización es evidente principalmente en la diferenciación del núcleo y el citoplasma. La morfología de las células hace que sea bastante evidente relación entre el núcleo, el citoplasma y el medio ambiente, tanto en términos de conseguir la información de la secuencia (entorno → citoplasma → núcleo ) y en el sentido de una mayor variedad de citoplasma (las células de diversos tejidos) y la monotonía de los núcleos . Se muestra que el núcleo de cualquier célula del cuerpo (al menos para ciertos tipos) contiene toda la información genética ( memoria permanente ), mientras que el citoplasma de la célula esta clase de especialización define células (memoria operativa), determina qué parte de la información genética que se extrae de núcleo en cada caso .

### Sociedad (diestro - zurdo)
Además de la diferenciación de las poblaciones de los dos sexos, proporciona una evolución eficiente de los rasgos heredados , la diferenciación de la sociedad en diestros y zurdos hacer lo mismo con los rasgos de comportamiento ( psique ) , de creciente importancia en la antropología y la cultura. Para los dos tipos principales de protección: una evolución óptima ( estable) y extremo (modificar ) ha desarrollado dos adaptadas para ellos el modo de comportamiento ( psique ) : pravshestva régimen conservador - la psicología de la conservación ( el equivalente femenino ), y el modo de funcionamiento de los zurdos - cambios psicología Reformadas, la nueva búsqueda , ( similar a la del sexo masculino ).